# إليزابيت كلاين
إليزابيث جونسون كلاين هي محامية أمريكية عملت مع ادارتي اوباما وقبله مع كلينتون وتعمل كمديرة لمكتب إدارة طاقة المحيطات منذ عام 2023. وكانت في السابق مستشارة كبيرة لوزير الداخلية الأمريكي مع التركيز على سياسة المياه والقدرة على التكيف مع تغير المناخ .